# Roy Andersson
Roy Andersson (Gotemburgo, 31 de março de 1943) é um diretor de cinema sueco, mais conhecido por seus filmes A Swedish Love Story (Título sueco: En kärlekshistoria), Sånger från andra våningen, Du levande e En duva satt på en gren och funderade på tillvaron (Em português: Uma pomba estava pousada num ramo meditando sobre a sua vida), premiado com um Leão de Ouro do Festival de Veneza em 2014.

## Biografia
Andersson nasceu em Gotemburgo, Suécia em 1943. Um ano depois de se formar no Instituto Sueco do Cinema em 1969, dirigiu seu primeiro longa-metragem, A Swedish Love Story. O filme, que recebeu quatro prêmios no mesmo ano no 20º Festival Internacional de Cinema de Berlim, olhava para a natureza e o nuance do amor jovem e acabou por ser um grande sucesso crítico e popular para Andersson. Após esse sucesso, Andersson caiu em depressão. Como ele não queria ficar preso no mesmo estilo e expectativas, cancelou o que viria a ser seu próximo projeto, com o roteiro quase acabado, e deixou de lado algumas outras ideias para tramas que ele havia planejado realizar. Eventualmente, dirigiu o filme Giliap, lançado em 1975. O filme foi um desastre financeiro e crítico, ultrapassou o orçamento e sofreu longos atrasos na pós-produção. Giliap tinha uma direção decididamente diferente que A Swedish Love Story - substituindo alegria agradável e humor suave com comédia sombria e implacável. Após esse filme, Andersson fez uma pausa de 25 anos na direção de filmes, concentrando seus esforços principalmente em seu trabalho comercial.